# Nick Ritchie
Nicholas „Nick“ Ritchie (* 5. Dezember 1995 in Orangeville, Ontario) ist ein kanadischer Eishockeyspieler, der seit Januar 2025 beim HC Slovan Bratislava aus der slowakischen Extraliga unter Vertrag steht. Ritchie wurde im NHL Entry Draft 2014 an zehnter Position von den Anaheim Ducks aus der National Hockey League (NHL) ausgewählt, für die er in der Folge über vier Jahre aktiv war, ehe der Flügelstürmer dann für die Boston Bruins, Toronto Maple Leafs, Arizona Coyotes und Calgary Flames auflief. Sein älterer Bruder Brett Ritchie ist ebenfalls professioneller Eishockeyspieler.

## Karriere

### Jugend
Nick Ritchie wurde in Orangeville geboren, einer Stadt, in der Lacrosse einen hohen Stellenwert hat. Bereits im Kleinkindalter begann Ritchie mit dem Lacrossespielen, ehe er sich auch dem Eishockey widmete. In beiden Nationalsportarten Kanadas zeigte er außergewöhnliches Talent, so wurde er zu einer Auswahlveranstaltung der Lacrosse-U19-Nationalmannschaft eingeladen. Ritchie allerdings entschied sich im Sommer 2011 für den Eishockeysport, indem er sich den Peterborough Petes in der Ontario Hockey League anschloss, die ihn in der OHL Priority Selection an zweiter Stelle auswählten. Bereits in seinem ersten Jahr in einer der drei Top-Juniorenligen Kanadas erzielte Ritchie 39 Scorerpunkte in 62 Spielen und wurde nach der Saison ins OHL First All-Rookie Team gewählt. Mit dem Team Canada Ontario nahm Ritchie im Anschluss an der World U-17 Hockey Challenge 2012 teil, wo er mit der Mannschaft die Bronzemedaille gewann. Zudem errang er die Goldmedaille beim Ivan Hlinka Memorial Tournament 2012.
Die ersten zwei Monate der nächsten Spielzeit fiel er aufgrund einer Schulterverletzung aus. Im April 2013 reiste er mit der U18-Nationalmannschaft nach Sotschi und gewann bei der dortigen Junioren-WM ebenfalls die Goldmedaille. In der Saison 2013/14 führte er die Peterborough Petes als Assistenzkapitän an und steigerte seine Statistik auf 74 Scorerpunkte in 61 Spielen. Mit diesen Leistungen wurden diverse Scouts auf ihn aufmerksam, sodass er beim anstehenden NHL Entry Draft 2014 von den Central Scouting Services auf Platz sieben der vielversprechendsten Feldspieler Nordamerikas gelistet wird. Hervorgehoben wird dabei mit 1,90 m und 107 kg vor allem seine starke Physis. Im eigentlichen Draft wählten ihn dann die Anaheim Ducks an 10. Position aus und nahmen ihn im September 2014 unter Vertrag.
2015 nahm er mit der U20-Nationalmannschaft an der Weltmeisterschaft im eigenen Land teil und gewann dort mit dem Team die Goldmedaille. Wenige Tage nach der WM gaben ihn die Peterborough Petes samt Connor Boland an die Sault Ste. Marie Greyhounds ab und erhielten im Gegenzug Kyle Jenkins und vier Wahlrechte in der OHL Priority Selection.

### NHL
Im Sommer 2015 wechselte Ritchie in die Organisation der Anaheim Ducks und kam in der Folge zu etwa gleichen Teilen in National Hockey League und American Hockey League, beim Farmteam, den San Diego Gulls, zum Einsatz. Mit Beginn der Saison 2016/17 etablierte sich der Angreifer im NHL-Aufgebot der Ducks. Nach der Saison 2017/18 lief sein Einstiegsvertrag in Anaheim zum 1. Juli 2018 aus, sodass er seither als restricted free agent gilt. Bis zum Beginn der Folgesaison 2018/19 konnten sich Spieler und Team auf keinen neuen Kontrakt einigen, bevor Ritchie schließlich Mitte Oktober einen neuen Dreijahresvertrag unterzeichnete, der ihm ein durchschnittliches Jahresgehalt von ca. 1,5 Millionen US-Dollar einbringen soll.
Nach über vier Jahren in Anaheim wurde Ritchie zur Trade Deadline im Februar 2020 an die Boston Bruins abgegeben, die im Gegenzug Danton Heinen zu den Ducks transferierten. Für die Bruins lief der Flügelstürmer bis zum Ende der Saison 2020/21 auf, ehe er als Free Agent zu den Toronto Maple Leafs wechselte. Dort war er nur bis Februar 2022 aktiv, als er samt einem Draft-Wahlrecht zu den Arizona Coyotes transferiert wurde und dafür Ilja Ljubuschkin und Ryan Dzingel nach Toronto wechselten. Bezüglich des Wahlrechts können sich die Coyotes zwischen einem für die dritte Runde des NHL Entry Draft 2023 und einem für die zweite Runde des NHL Entry Draft 2025 entscheiden.
Letztlich lief Ritchie nur eine knappe halbe Spielzeit in Arizona auf, da ihn die Coyotes im März 2023 kurz vor der Trade Deadline samt Troy Stecher an die Calgary Flames abgaben. Im Gegenzug wechselten sein Bruder Brett Ritchie und Connor Mackey nach Arizona. In der NHL-Historie markierte dies das erste Mal, dass zwei Brüder gegeneinander in einem Transfergeschäft getauscht wurden. In Calgary wurde sein auslaufender Vertrag im Sommer 2023 nicht verlängert.

### Europa
Nach mehrmonatiger Suche nach einem neuen Arbeitgeber wurde der Kanadier Ende November 2023 von Oulun Kärpät aus der finnischen Liiga verpflichtet. Dort bestritt Ritchie bis Ende Januar 2024 zehn Spiele, in denen er fünf Scorerpunkten sammelte. Kärpät löste den Vertrag nach einem harten Foul und der anschließenden Sperre von acht Ligaspielen vorzeitig auf. Der Kanadier erhielt daraufhin umgehend einen Vertrag bei den Iserlohn Roosters aus der Deutschen Eishockey Liga (DEL), der bis zum Saisonende galt. Danach wurde das Engagement nicht fortgeführt und er schloss sich im Oktober 2024 dem HC Nové Zámky aus der slowakischen Extraliga an. In Nové Zámky empfahl sich der Stürmer mit 24 Punkten in 19 Partien nachhaltig, sodass er bereits im Januar 2025 vom damaligen Tabellenletzten zum Ligakonkurrenten HC Slovan Bratislava wechselte.

## Erfolge und Auszeichnungen
- 2012 OHL First All-Rookie Team
- 2016 Teilnahme am AHL All-Star Classic

### International
- 2012 Bronzemedaille bei der World U-17 Hockey Challenge
- 2012 Goldmedaille beim Ivan Hlinka Memorial Tournament
- 2013 Goldmedaille bei der U18-Junioren-Weltmeisterschaft
- 2015 Goldmedaille bei der U20-Junioren-Weltmeisterschaft

## Karrierestatistik
Stand: Ende der Saison 2023/24

### International
Vertrat Kanada bei:
- World U-17 Hockey Challenge 2012
- Ivan Hlinka Memorial Tournament 2012
- U18-Junioren-Weltmeisterschaft 2013
- U20-Junioren-Weltmeisterschaft 2015

(Legende zur Spielerstatistik: Sp oder GP = absolvierte Spiele; T oder G = erzielte Tore; V oder A = erzielte Assists; Pkt oder Pts = erzielte Scorerpunkte; SM oder PIM = erhaltene Strafminuten; +/− = Plus/Minus-Bilanz; PP = erzielte Überzahltore; SH = erzielte Unterzahltore; GW = erzielte Siegtore; 1 Play-downs/Relegation; Kursiv: Statistik nicht vollständig)